# سنگ‌نوشته غلامرضا خان والی
سنگ نوشته غلامرضا خان والی مربوط به دوره قاجار است و در شهرستان ایلام، جاده ایلام به تونل آزادی واقع شده و این اثر در تاریخ ۱۷ اسفند ۱۳۸۱ با شمارهٔ ثبت ۸۰۰۱ به‌عنوان یکی از آثار ملی ایران به ثبت رسیده است.